# 墨田区花火問屋爆発事故
墨田区花火問屋爆発事故（すみだくはなびどんやばくはつじこ）とは、1955年（昭和30年）8月1日に、東京都墨田区の厩橋にて発生した火薬による爆発事故である。

## 事故の概要
1955年（昭和30年）8月1日午後1時頃、東京都墨田区厩橋1-26にある玩具用花火の卸問屋が経営する花火工場の花火倉庫で爆発が発生。この爆発事故によって付近一帯が吹き飛び、死者18名（うち16名は即死）、80名以上の重軽傷者を出した。
この爆発により、花火保管庫を中心とした半径数十メートルの民家や商店が全半壊して火災が発生した。爆発と同時に付近一帯は火災となり、花火保管庫のほか近隣にあったメリヤス工場、日本大学旧工学部金属加工技術研究所、鉄工場、洋服店、紙店、民家など合計13棟の385坪がこの火災のために全焼し、その他にも半径300メートル以内の多くの民家で窓ガラスが割れたり屋根瓦が割れるなど被害が出た。中には200メートル以上離れた民家で飛んできた木材が屋根を突き破って部屋の中に刺さるなどの被害例もあったという。
爆発後すぐさま消火活動と救護活動が始まり、負傷者は近くにある山田外科病院、駒形病院などに搬送され、遺体については同区内の源信寺に安置された。火災は午後6時過ぎ頃にほぼ鎮火したが、花火工場を中心とする一帯は爆風と火災により廃墟同然となった。激しい爆発のため死亡した18名の遺体のうち、五体満足に揃っていた者は14名で、他の4名については身体がバラバラに飛散し、爆発現場から200メートルも離れた場所で犠牲者の片腕が発見されたりしたという。
犠牲者の遺体のうち4体についてはこのような凄惨な状況を極めていたので、警察は犠牲者の人数を正確に確認することに手間取った。そのため、翌日の朝刊の記事には「はっきりした遺体は14体、その他に4体分と思われる肉片の塊があるので、犠牲者の合計は18名と思われる。しかし4体分の肉片については識別が困難なため警察は現時点での犠牲者の数を一応16名と推定して発表している」と記述された。
なお、事故発生が夏場の暑い時期だったこと、4名の遺体の飛散した肉片の回収が不可能だったことなどから、事故後も長期間、付近一帯は酷い死臭に悩まされたという。